# Liste der Baudenkmäler in Untrasried

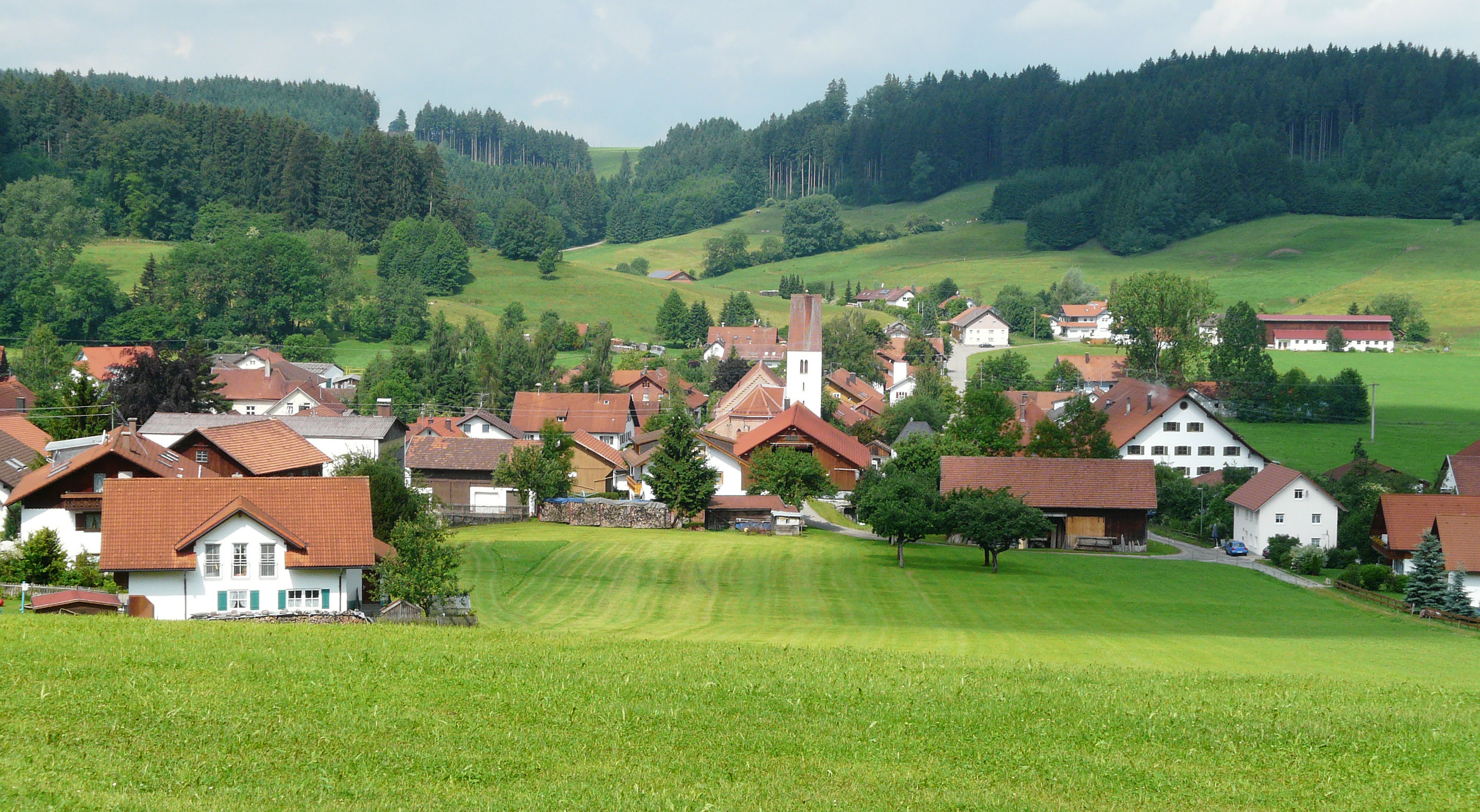
Hopferbach, Gde. Untrasried

Auf dieser Seite sind die Baudenkmäler in der schwäbischen Gemeinde Untrasried zusammengestellt. Diese Tabelle ist eine Teilliste der Liste der Baudenkmäler in Bayern. Grundlage ist die Bayerische Denkmalliste, die auf Basis des Bayerischen Denkmalschutzgesetzes vom 1. Oktober 1973 erstmals erstellt wurde und seither durch das Bayerische Landesamt für Denkmalpflege geführt wird. Die folgenden Angaben ersetzen nicht die rechtsverbindliche Auskunft der Denkmalschutzbehörde.

## Baudenkmäler nach Ortsteilen

### Untrasried
| Lage                    | Objekt                               | Beschreibung | Akten-Nr.    | Bild                  |
| ----------------------- | ------------------------------------ | --- | ------------ | --------------------- |
| Bergstraße 1 (Standort) | Ehemaliges Bauernhaus                | erneuert, ehemals bezeichnet 1807.                                                                               | D-7-77-176-2 | Ehemaliges Bauernhaus |
| Kirchweg 8 (Standort)   | Pfarrkirche St. Fabian und Sebastian | erbaut 2. Hälfte 15. Jahrhundert, um 1700 Turmerhöhung, 1718 Sakristei, 1775 Stuck und Fresken; mit Ausstattung. | D-7-77-176-1 | weitere Bilder        |

### Eschers
| Lage                 | Objekt        | Beschreibung                  | Akten-Nr.    | Bild          |
| -------------------- | ------------- | ----------------------------- | ------------ | ------------- |
| Eschers 1 (Standort) | Weilerkapelle | erbaut 1761; mit Ausstattung. | D-7-77-176-4 | Weilerkapelle |

### Hopferbach
| Lage                             | Objekt                                   | Beschreibung                                                                                            | Akten-Nr.     | Bild           |
| -------------------------------- | ---------------------------------------- | --- | ------------- | -------------- |
| Am Kalvarienberg 9 (Standort)    | Ehemaliges Bauernhaus                    | verputzter Ständerbau mit verschaltem Vordach und profilierten Kopfbügen, im Kern Ende 17. Jahrhundert. | D-7-77-176-7  | BW             |
| Hauptstraße 9 (Standort)         | Katholische Pfarrkirche St. Bartholomäus | Sattelturm um 1500, Neubau, als neugotischer Backsteinbau, 1870 ff.; mit Ausstattung                    | D-7-77-176-5  | weitere Bilder |
| Hauptstraße 16 (Standort)        | Pfarrhaus                                | Mansard-Walmdach, erbaut 1779/80.                                                                       | D-7-77-176-9  | weitere Bilder |
| Schulweg 5 (Standort)            | Bauernhaus                               | Mittertennbau mit verschaltem Giebel, Haken- und Längsschopf, 2. Hälfte 18. Jahrhundert.                | D-7-77-176-8  | Bauernhaus     |
| an der Straße nach Simmerberg () | Wegkreuz                                 | Corpus 17./18. Jahrhundert.                                                                             | D-7-77-176-10 |                |

## Abgegangene Baudenkmäler
In diesem Abschnitt sind Objekte aufgeführt, die früher einmal in der Denkmalliste eingetragen waren, jetzt aber nicht mehr existieren, z. B. weil sie abgebrochen wurden. Aktennummern in diesem Abschnitt sind ehemalige, jetzt nicht mehr gültige Aktennummern.

| Lage                                        | Objekt                | Beschreibung | Akten-Nr.    | Bild                  |
| ------------------------------------------- | --------------------- | --- | ------------ | --------------------- |
| Hopferbach Osterwalder Straße 10 (Standort) | Ehemaliges Bauernhaus | Wohnteil verputzter Ständerbau mit Zahnfries und Kerbschnitzerei, Kopfbändern am Tenntor und Flachdach, 1. Hälfte 18. Jahrhundert. | D-7-77-176-6 | Ehemaliges Bauernhaus |